# جین کاچمارک
جین کاچمارک (انگلیسی: Jane Kaczmarek؛ زادهٔ ۲۱ دسامبر ۱۹۵۵) یک هنرپیشه اهل ایالات متحده آمریکا است. وی از سال ۱۹۸۲ میلادی تاکنون مشغول فعالیت بوده‌است.
از فیلم‌ها یا برنامه‌های تلویزیونی که وی در آن نقش داشته‌است می‌توان به دنیای مالکوم، پلیزنتویل، شجاعت غیرمعمول، برعکس، دی.او.ای. و چیپس اشاره کرد.